# フィールプラス
株式会社フィールプラス (feelplus Inc.) は、かつて存在した日本のゲームソフト開発会社。2011年8月、AQインタラクティブに完全吸収された。

## 沿革
1992年、藤沢勉がUPL社倒産後ソフトハウス「スカラベ」を設立。アーケードゲームの開発下請から始まり、程なく家庭用ゲーム機向けに移行した。2002年9月、キャビア（のちのAQインタラクティブ）の子会社となる。2005年3月、完全子会社化され「フィールプラス」に商号変更。2011年4月の取締役会にて、AQインタラクティブへの完全吸収が決議された。
『ロストオデッセイ』開発時にはマイクロソフトからスタッフがフィールプラスに出向していた。

## ゲーム作品
- サバイバルアーツ（1993年、アーケード、サミー）
- EXTREME DOWNHILL（1995年、アーケード、サミー）
- そこぬけ対戦ゲーム（1995年、アーケード、サミー）
- バトルモンスターズ（1995年、セガサターン、ナグザット）
- ゴジラ 列島震撼（1995年、セガサターン、セガ）
- アラビアン・メオシス（1996年、アーケード、サミー）
- メオシス・マジック（1996年、アーケード、サミー）
- Angel Paradise vol.1 恋の予感 坂木優子 in HOLLYWOOD（1996年、セガサターン、サミー）
- Angel Paradise vol.2 いっしょにい・た・い 吉野公佳 in HAWAII（1996年、セガサターン、サミー）
- KILLING ZONE（1996年、PlayStation、ナグザット）
- 超時空要塞マクロス 愛・おぼえていますか（1997年、セガサターン、バンダイビジュアル）
- サクラ大戦 蒸気ラジヲショウ（1997年、セガサターン、セガ）
- 全日本プロレス FEATURING VIRTUA（1997年、セガサターン、セガ）
- 機動戦艦ナデシコ The blank of 3 years（1998年、セガサターン、セガ）
- GIANT GRAM 全日本プロレス2 in 日本武道館（1999年、ドリームキャスト、セガ）
- GIANT GRAM 2000 全日本プロレス3 栄光の勇者達（2000年、ドリームキャスト、セガ）
- ファイティングバイパーズ2（2001年、ドリームキャスト、セガ）
- ドラマティックサッカーゲーム 日本代表選手になろう!（2002年、PlayStation 2、エニックス）
- ダイナソーハンティング 〜失われた大地〜（2003年、Xbox、マイクロソフト）
- ロストオデッセイ（2007年、Xbox 360、マイクロソフト）
- ブルードラゴン プラス（2008年、ニンテンドーDS、AQインタラクティブ）
- 恐怖体感 呪怨（2009年、Wii、AQインタラクティブ）
- NINETY-NINE NIGHTS II（2010年、Xbox 360、コナミデジタルエンタテインメント）
- ノーモア★ヒーローズ 英雄たちの楽園（2010年、Xbox 360・PlayStation 3、マーベラスエンターテイメント）
- マインドジャック（2011年、PlayStation 3・Xbox 360、スクウェア・エニックス）
- MOON DIVER（2011年、PlayStation 3・Xbox 360、スクウェア・エニックス）